# ジークフリート・ストール
ジークフリート・ストール（Siegfried Stohr, 1952年10月10日 - ）は、イタリア・リミニ出身の元レーシングドライバー。日本語メディアでの姓の表記は「ストール」が多いが、ドイツ系の姓で（父がドイツ人）、発音は「シュトーア」。1978年のイタリアF3チャンピオン。精神分析医の資格を持つ。

## 経歴
1978年にイタリアF3のチャンピオンを獲得後、トールマンF2で活躍する。その後、スポンサー持込でアロウズからF1デビューを果たす。
開幕戦は予選落ちを喫したため第2戦からのデビューとなったが、第3戦アルゼンチンGPでは9位に入ったものの、完走はこのレースを含む3戦にとどまっている。特に予選では、チームメイトのリカルド・パトレーゼに対し、10番程度後方の成績しか残せず、また全戦で決勝に出場していたパトレーゼに対して、ストールは開幕戦を含む4度にわたって予選落ちを喫するなど、大きく見劣りする結果となった（パトレーゼは第2戦・第4戦では表彰台にも上っている）。
第5戦のベルギーGPではスタート時にエンジンストールを起こしたパトレーゼのマシンに追突し、パトレーゼのマシンの作業に当たっていたメカニック2人を挟む事故を起こしている。
その後、第12戦オランダGPではポイント獲得寸前の7位に入ったが、続く地元イタリアGPで4度目の予選落ちを喫すると、レースシートをジャック・ヴィルヌーヴSr.に交代させられ、F1界から姿を消した（交代したヴィルヌーヴSr.も全戦で予選落ちを喫している）。
現在はレーシングスクールを経営している。

## レース戦績

### ヨーロッパ・フォーミュラ2選手権
| 年     | チーム                     | 1       | 2     | 3       | 4     | 5     | 6      | 7     | 8       | 9       | 10      | 11     | 12      | 順位 | ポイント |
| ------ | -------------------------- | ------- | ----- | ------- | ----- | ----- | ------ | ----- | ------- | ------- | ------- | ------ | ------- | ---- | -------- |
| 1979年 | トリヴェラート・レーシング | SIL Ret | HOC 9 | THR Ret | NÜR 4 | VLL 2 | MUG 11 | PAU 2 | HOC Ret | ZAN 7   | PER Ret | MIS 5  | DON Ret | 8位  | 17       |
| 1980年 | Docking Spitzley Ltd       | THR     | HOC   | NÜR 4   | VLL 5 | PAU 2 | SIL 18 | ZOL 3 | MUG 6   | ZAN Ret | PER 1   | MIS 13 | HOC 3   | 4位  | 29       |

### F1
| 年     | 所属チーム | シャシー | 1       | 2       | 3     | 4       | 5       | 6       | 7       | 8       | 9       | 10     | 11      | 12    | 13      | 14  | 15  | WDC       | ポイント |
| ------ | ---------- | -------- | ------- | ------- | ----- | ------- | ------- | ------- | ------- | ------- | ------- | ------ | ------- | ----- | ------- | --- | --- | --------- | -------- |
| 1981年 | アロウズ   | A3       | USW DNQ | BRA Ret | ARG 9 | SMR DNQ | BEL Ret | MON Ret | ESP Ret | FRA DNQ | GBR Ret | GER 12 | AUT Ret | NED 7 | ITA DNQ | CAN | CPL | NC (24位) | 0        |

(key)